# アフマド・ブン・ウマル・ブン・アナス・ウズリー
アフマド・ブン・ウマル・ブン・アナス・ウズリー （أحمد بن عمر بن انس بن دلهاث بن انس بن فلذان بن عمر بن منيب العذري, Abu al-abbas Ahmad ibn Umar ibn Anas ibn Dilhat ibn Abu al-Jiyar Anas ibn Faladan ibn Imran ibn Munayb ibn Zugayba ibn Qutba al-Udri; 1003年 - 1085年）は、11世紀アンダルス地方のムワッラディーンの歴史学者、地理学者。

## 生涯
1003年にアルメリーアで生まれる。まだ少年の頃にメッカへ巡礼に出かける。10年間、アブー・ザール・ハラウィーを師としてイスラーム諸学を学んだ。アンダルスに戻るとアブー・ウマル・ブン・アブドゥルバッルのもとで学び、のちにイブン・ハズムも師とした。ウズリーはサラゴサに住み、サラゴサ王国の大まかな地誌を書いた。これはこの地域の地理と歴史を編年体で書いたものである。ウズリーはまた、バヌー・カスィー、バヌー・シャブリート、バヌー・トゥジーブといった家系の歴史についても本を書いたが、現在は散逸してしまい、17世紀トレムセンの学者、マッカリーの著書の中での引用が知られるのみである。ウズリーの Tarsi al-akhbar (Nizam al-murdjan) は、アルメリーアのターイファ王国で起きたサグル・アアラーの反乱と内戦の歴史をつづった著書である。

## 著書
- "Tarsi al-akhbar wa-tanwi al-athar wa-al-bustan" (Madrid: Instituto de Estudios Islámicos en Madrid, 1965) relevant parts of which have been abstracted and translated by E. Molina López in "La cora de Tudmir según al-Udri", Cuadernos de Historia del Islam, 4 (1972), 7-113; and Fernando de La Granja in "A marca superior en la obra de Al-Udri", Estudios de la Edad Media de la Corona de Aragón, VIII (1967), 457-461; and Jesús Lorenzo Jiménez, La Dawla de los Banu Qasi (2010, on source CD)
- Biography of the qadi Muhammad ibn Furtis
- "Books of the characteristics of prophecy", about theology and law, now lost
- "The thread of pearls around the paths and the kingdoms", as Yaqut calls it, about geography

## 文献情報
- Al-Udri: El palacio de Almotacín en Almería, Islam y Al-Ándalus.
- "Al-Udri" Gran Enciclopedia Aragonesa (GER) en línea.
- Luis de Molina. “Las dos versiones de la geografía de Al-Udri”, Al-Qantara, vol. 3, 1982, pp. 249-260
- José Ángel Tapia Garrido, Almería hombre a hombre, Almería: Ed. Monte de Piedad y Caja de Ahorros de Almería, 1979, ISBN 84-500-3468-X, pp. 25-26